# Bill Jackson
William Jackson, detto Bill (Roscommon, 8 agosto 1918 – Athlone, 26 novembre 1985), è stato un cestista irlandese.

## Carriera
Con l'Irlanda ha preso parte ai Giochi della XIV Olimpiade.